# 3-Omega-Methode
Die 3-Omega-Methode ist eine Messmethode zur Bestimmung der Wärmeleitfähigkeiten von Volumenmaterial (das heißt festen oder flüssigen Stoffen) und dünnen Schichten. Hierbei wird ein auf die Probe aufgebrachter Metallheizer periodisch erwärmt und die dadurch entstehenden Temperaturoszillationen gemessen. Aus deren Frequenzabhängigkeit können die Wärmeleitfähigkeit und thermische Diffusivität der Probe bestimmt werden. Das Verfahren geht zurück auf David Cahill.

## Methode

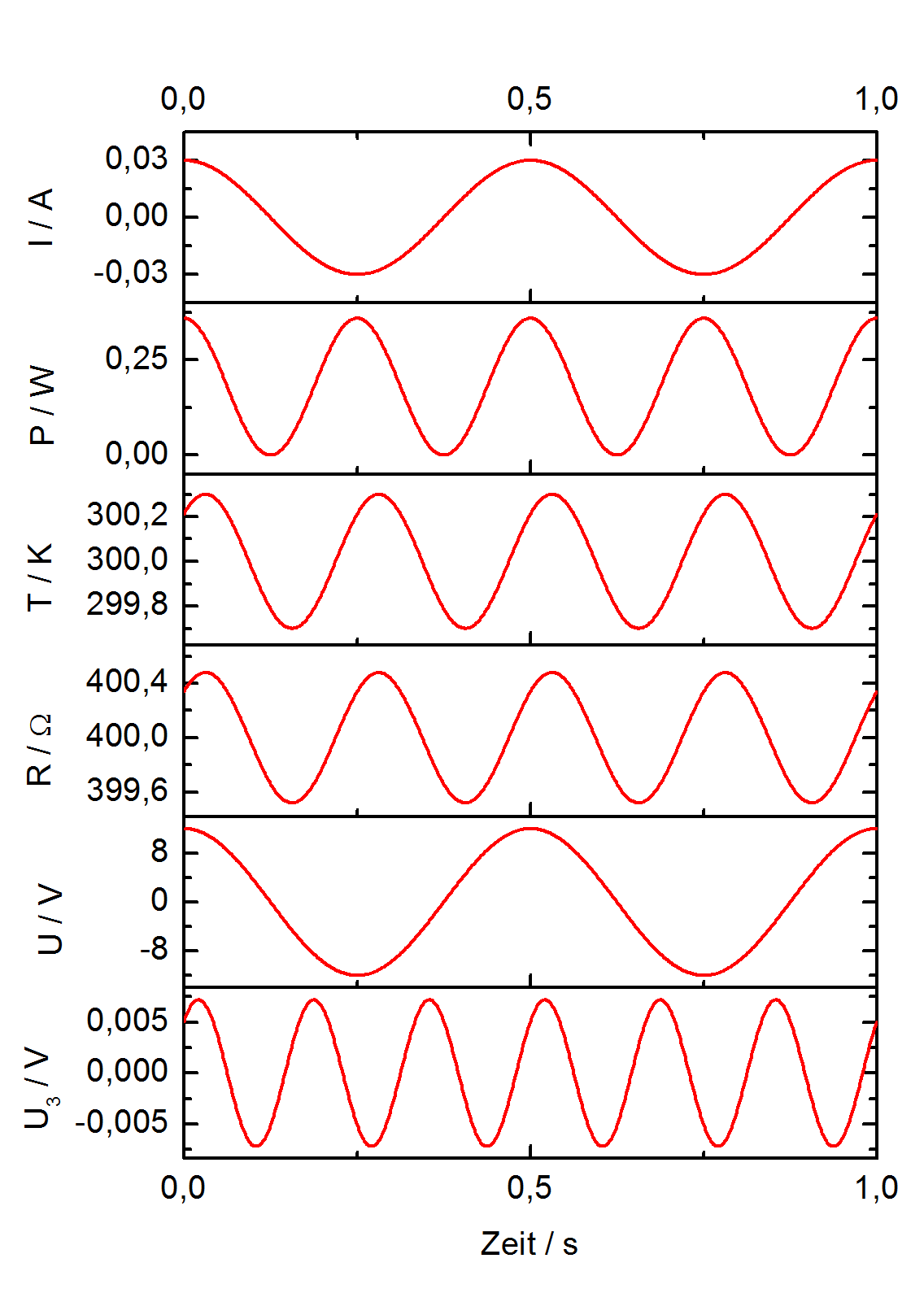
Zur Entstehung der 3-Omega-Komponente beitragende Signale.

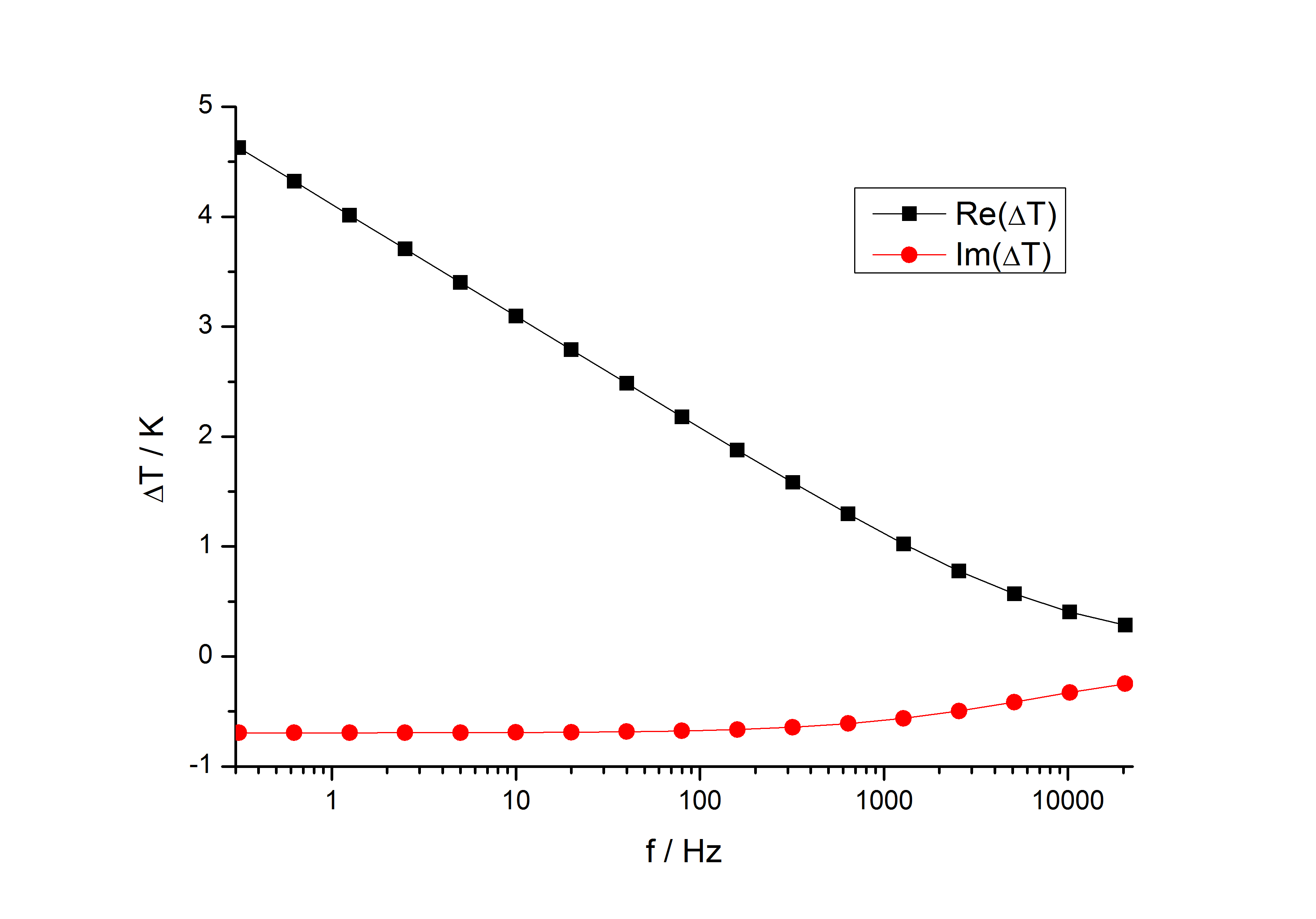
Beispiel für den Verlauf einer ΔT-Kurve während einer 3-Omega-Messung.

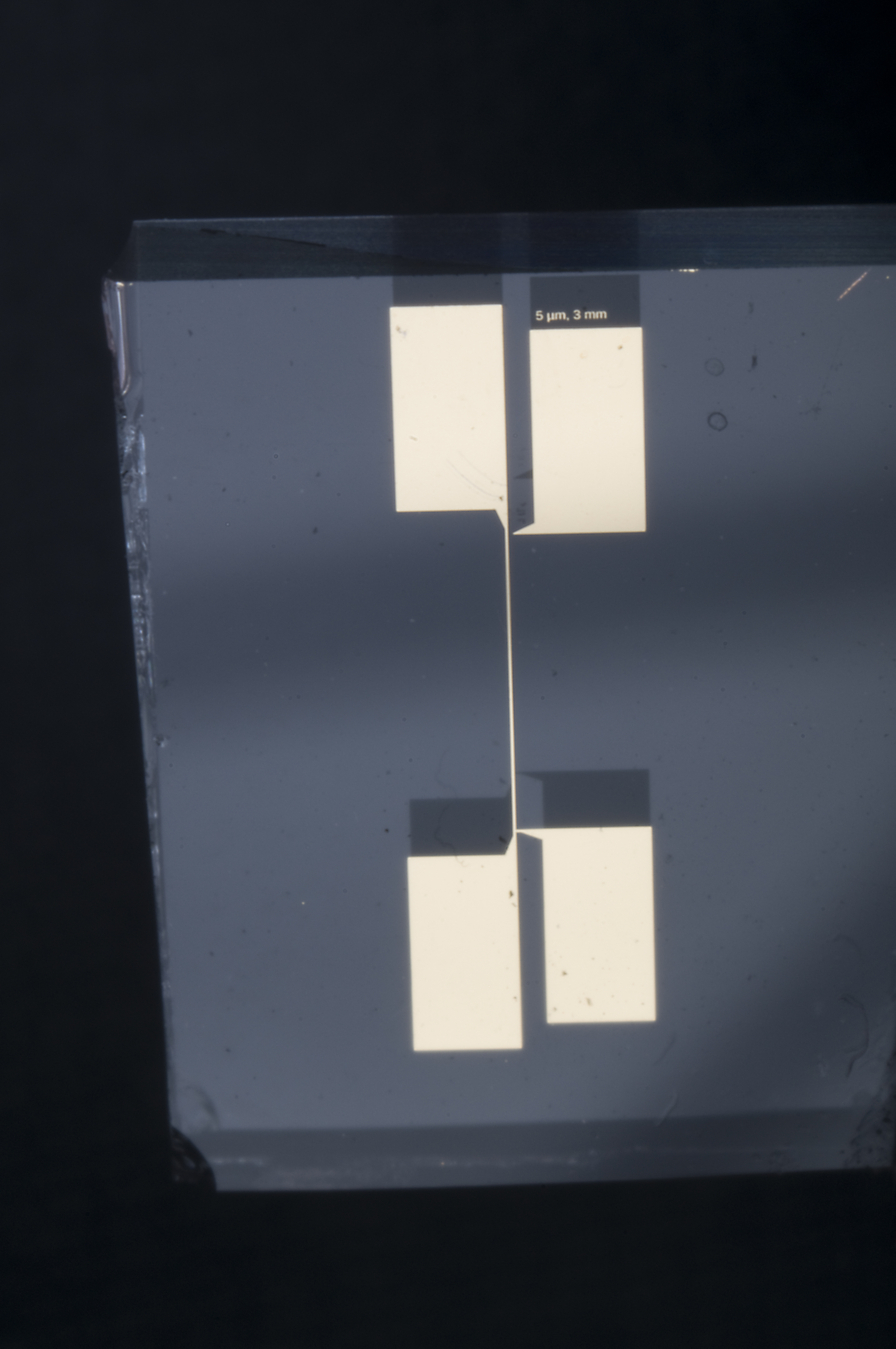
Für 3-Omega-Messungen verwendete Heizerstruktur auf einer Glasprobe.

Bei der 3-Omega-Methode wird der auf die Probe gebrachte Metalldraht sowohl als Heizer als auch als Thermometer verwendet. Die Herstellung dieses Drahtes geschieht meistens durch Mikrostrukturierung und thermisches Verdampfen. In den Metalldraht wird ein periodischer Strom mit der Kreisfrequenz {\displaystyle \omega } eingespeist:
{\displaystyle I(t)=I_{0}\cdot \cos \left(\omega t\right)}.
Die in den Heizdraht eingespeiste thermische Leistung ist dann:
{\displaystyle P(t)=I^{2}\cdot R=I\left(t\right)^{2}\cdot R={\frac {I_{0}^{2}R}{2}}\cdot \left(1+\cos \left(2\omega t\right)\right)},
wobei {\displaystyle R} der elektrische Widerstand des Heizers ist. Durch die eingespeiste Leistung ändert sich die Temperatur des Heizers mit der gleichen Frequenz wie das Leistungssignal:
{\displaystyle T(t)=T_{0}\left(t\right)+\Delta T\cdot \cos \left(2\omega t+\varphi \right)}.
Die Amplitude {\displaystyle \Delta T} und die Phasenverschiebung {\displaystyle \varphi } gegenüber der Einspeiseleistung ist abhängig von der Wärmeleitfähigkeit des Materials und der Frequenz {\displaystyle \omega }. {\displaystyle T_{0}} ist die Nulllage der Temperaturschwingung und abhängig von Leistung und Ankopplung der Probe an die Umgebung. Die Temperaturoszillation des Heizdrahts führt zu einer Widerstandsoszillation desselben, die durch
{\displaystyle R(t)=R_{0}\cdot \left[1+\alpha \cdot \left(T\left(t\right)-T_{0}\left(t\right)\right)\right]=R_{0}+\Delta R\cdot \left[\cos \left(2\omega t+\varphi \right)\right]}
und
{\displaystyle \Delta R=\alpha \cdot R_{0}\cdot \Delta T}
gegeben ist. Hierbei ist {\displaystyle \alpha } der Temperaturkoeffizient des elektrischen Widerstands des Heizers, {\displaystyle R_{0}} der Widerstand bei der Temperatur {\displaystyle T_{0}} und {\displaystyle \Delta R} die Amplitude der Widerstandsoszillation. Aus diesem Zusammenhang und der ersten Gleichung kann nun die über den Heizdraht gemessene Spannung berechnet werden:
{\displaystyle {\begin{aligned}U\left(t\right)&=R\left(t\right)\cdot I\left(t\right)\\&=\left[R_{0}+\Delta R\cos \left(2\omega t+\varphi \right)\right]\cdot I_{0}\cos \left(\omega t\right)\\&=R_{0}I_{0}\cos \left(\omega t\right)+\Delta RI_{0}\cdot \cos \left(2\omega t+\varphi \right)\cos \left(\omega t\right)\\&=R_{0}I_{0}\cos \left(\omega t\right)+\Delta RI_{0}\cdot {\frac {1}{4}}\left(e^{i2\omega t+i\varphi }+e^{-i2\omega t-i\varphi }\right)\cdot \left(e^{i\omega t}+e^{-i\omega t}\right)\\&=R_{0}I_{0}\cos \left(\omega t\right)+\Delta RI_{0}\cdot {\frac {1}{4}}\left(e^{i3\omega t+i\varphi }+e^{-i\omega t-i\varphi }+e^{i\omega t+i\varphi }+e^{-3i\omega t-i\varphi }\right)\\&=R_{0}I_{0}\cos \left(\omega t\right)+{\frac {\Delta RI_{0}}{2}}\cdot \left[\cos \left(3\omega t+\varphi \right)+\cos \left(\omega t+\varphi \right)\right]\end{aligned}}}.
Im Spannungssignal ist demnach eine Komponente mit der Frequenz {\displaystyle 3\omega } zu beobachten, die die Amplitude
{\displaystyle U_{3\omega }={\frac {\Delta RI_{0}}{2}}={\frac {\alpha \cdot R_{0}\cdot \Delta T\cdot I_{0}}{2}}}
besitzt, proportional zur Temperaturamplitude des Heizers {\displaystyle \Delta T} ist und damit zur Messung der Temperaturamplitude geeignet ist. Um die Phaseninformation der Temperaturoszillation nicht zu verlieren, kann man {\displaystyle \Delta T} als komplexe Größe betrachten, indem man den Phasenfaktor hinzu multipliziert. Mit modernen Lock-in-Verstärkern ist es möglich, die 3-Omega-Komponente des Spannungssignals und die Phasenabhängigkeit herauszufiltern und zu messen.
Zur Bestimmung der Wärmeleitfähigkeit der Probe wird ein Zusammenhang zwischen der Temperaturoszillation {\displaystyle \Delta T} und der Wärmeleitfähigkeit benötigt. Für ein halbunendlich ausgedehntes Volumenmaterial und einen unendlich schmalen Heizer gibt es folgende Näherung:
{\displaystyle \Delta T(r)={\frac {P}{\pi l\lambda }}\left[{\frac {1}{2}}\ln \left({\frac {D}{r^{2}}}\right)-{\frac {1}{2}}\ln \left(\omega \right)+\ln \left(2\right)-\gamma -i{\frac {\pi }{4}}\right]}.
Hierbei ist {\displaystyle P} die eingespeiste Leistung, {\displaystyle l} die Länge des Heizdrahtes, {\displaystyle \lambda } die Wärmeleitfähigkeit der Probe, {\displaystyle \gamma } die Euler-Mascheroni-Konstante und {\displaystyle D} die thermische Diffusivität. Insbesondere ist der Realteil von {\displaystyle \Delta T} proportional zum Logarithmus der Frequenz und die Wärmeleitfähigkeit ist ein Proportionalitätsfaktor. Wird die Temperaturoszillation bei verschiedenen Frequenzen gemessen, kann so die Wärmeleitfähigkeit der Probe bestimmt werden. Für Heizerbreiten im Bereich mehrerer Mikrometer ist diese Näherung in den meisten Fällen gültig.

## Anwendung auf Dünnschichten
Für die Bestimmung der Wärmeleitfähigkeit von dünnen Schichten werden zwei Messungen durchgeführt: eine an dem Substrat und eine mit der zu charakterisierenden Schicht zwischen Heizer und Substrat. Wenn die Heizerbreite groß gegenüber der Schichtdicke ist und das Substrat gegenüber der Schicht eine hohe Wärmeleitfähigkeit besitzt, kann der Wärmetransport als eindimensional durch die Schicht betrachtet werden. Die Schicht ist dann ein zwischen Heizer und Substrat in Reihe geschalteter thermischer Widerstand und sorgt für eine Erhöhung der Temperaturoszillationen {\displaystyle \Delta T_{\text{f}}} im Vergleich zur Messung ohne die Dünnschicht.
Aus dieser Erhöhung kann mit Hilfe des Fourierschen Gesetzes die Wärmeleitfähigkeit der Schicht {\displaystyle \lambda _{\text{f}}} bestimmt werden:
{\displaystyle \lambda _{\text{f}}={\frac {P\cdot d_{\text{f}}}{2\cdot b\cdot l\cdot \Delta T_{\text{f}}}}}.
Hier ist {\displaystyle P} die Heizleistung, {\displaystyle d_{\text{f}}} die Filmdicke, {\displaystyle b} die halbe Heizerbreite und {\displaystyle l} die Heizerlänge. Für beide Messungen sollte die Heizergeometrie identisch sein, da diese einen Einfluss auf den Verlauf der {\displaystyle \Delta T}-Werte hat. Alternativ zu zwei Messungen kann bei genauer Kenntnis des Substrats die Messung am Substrat auch simuliert werden, was aber zu größeren Ungenauigkeiten führen kann.